# Kaplica św. Barbary w Mgowie
Kaplica świętej Barbary w Mgowie – rzymskokatolicki kościół filialny należący do parafii św. Jana Chrzciciela w Nowej Wsi Królewskiej (dekanat Wąbrzeźno diecezji toruńskiej).
Jest to świątynia ufundowana przez Konstancję Bagniewską kasztelanową elbląską w stylu późnobarokowym. Dowodem tego jest umieszczona w kaplicy metalowa tablica z napisem erekcyjnym z 1734 roku. Remonty świątyni zostały wykonane w 1951 i w 2005 roku. Jednym z zabytków jest miedzioryt Matki Boskiej Loretańskiej, wykonany w 1777 roku i dzwon odlany w 1797 roku.